# 단백질의 결정

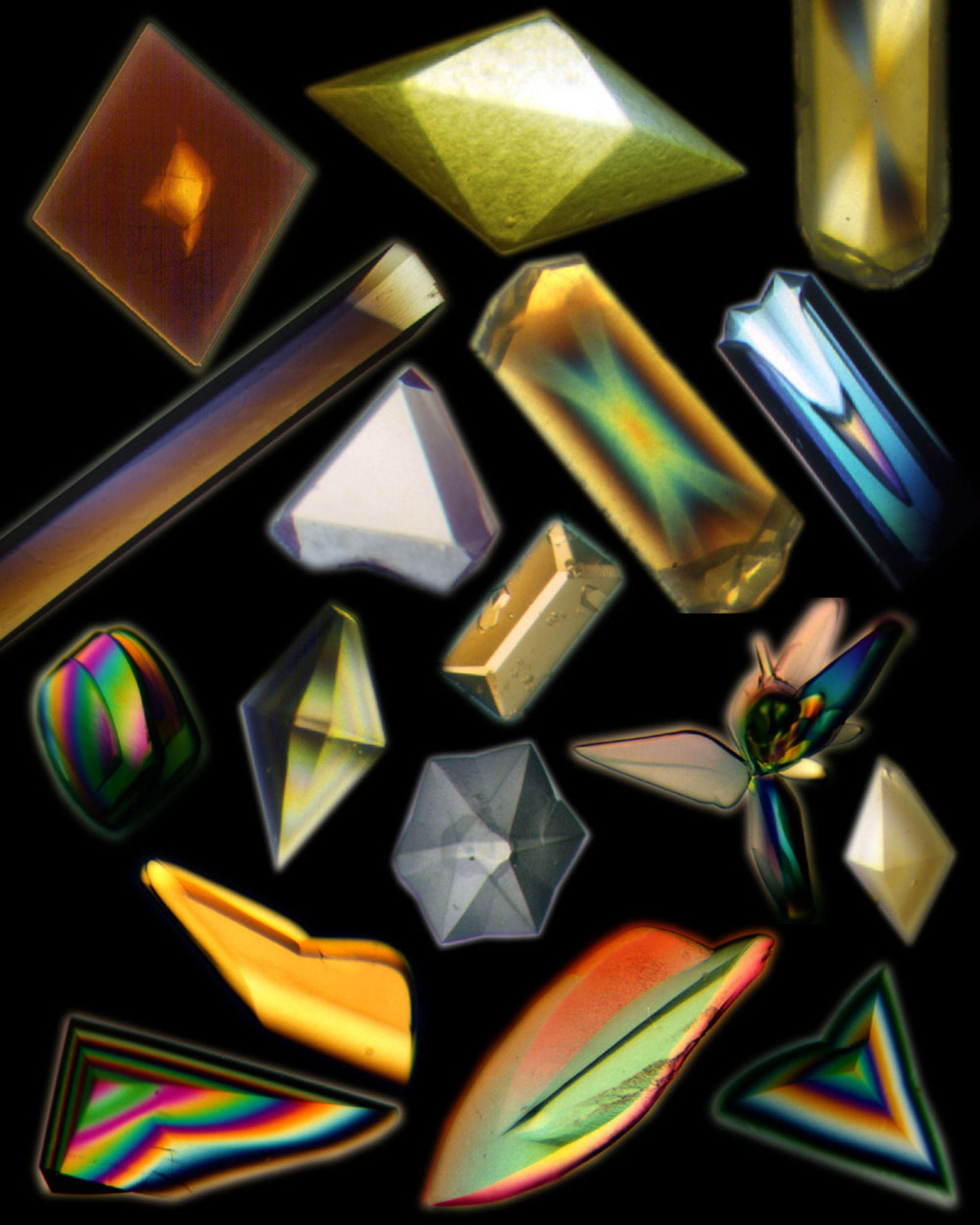
미국 우주 왕복선 또는 러시아 우주 정거장 미르에서 자라는 단백질의 결정

단백질 결정화(蛋白質 結晶化, 영어: protein crystallization)는 결정 접촉에 의해 안정화된 개별적인 단백질 분자의 규칙적인 배열을 형성하는 과정이다. 결정이 충분히 완성되면 회절된다. 일부 단백질은 수정체의 아쿠아포린과 같이 자연적으로 결정질 배열을 형성한다.

## 같이 보기
- 단백질